# Сарыджалы (Тертерский район)
Сарыджалы́ (азерб. Sarıcalı) — село в Тертерском районе Азербайджана. Является центром сельского административно-территориального округа Сарыджалы.